# Пирьяполис
Пирьяполис (исп. Piriápolis) — курортный город на юге Уругвая, в департаменте Мальдонадо.

## География
Расположен на расстоянии около 97 км к востоку от столицы страны, города Монтевидео, на пересечении автомобильных дорог № 10 и № 37.

## История
Пирьяполис был основан 5 ноября 1890 года бизнесменом Франсиско Пирией. Первоначальным названием населённого пункта было Эль-Бальнеарио-дель-Порвенир (исп. El Balneario del Porvenir). 21 июня 1960 года получил статус города (Ciudad).

## Население
Население города по данным на 2011 год составляет 8830 человек.
| Год  | Население |
| ---- | --------- |
| 1963 | 4546      |
| 1975 | 5240      |
| 1985 | 5878      |
| 1996 | 7570      |
| 2004 | 7899      |
| 2011 | 8830      |

Источник: Instituto Nacional de Estadística de Uruguay

## Известные уроженцы
- Ладислао Мазуркевич — уругвайский футболист польского происхождения

## Города-побратимы
- Диано-Марина, Италия[4]